# Chungcheong de Sud
Chungcheongnam-do (Chungcheong de Sud) este o provincie în estul Coreei de Sud. Provincia s-a format în 1896, fiind, de fapt, partea de sud a fostei provincii Chungcheong. A fost provincie a Coreei până la divizarea din 1945, apoi a devenit parte din Coreea de Sud. Capitala provinciei și cel mai mare oraș este Hongseong, care este administrativ separat, având rangul de oraș metropolitan.